# Matej Ninoslav
Matej Ninoslav († 1250.), bosanski ban od 1232. do 1250. i splitski knez od 1242. do 1244. godine. Pristavši uz lokalne velikaše, optužene za herezu, izazvao vojni pohod hrvatskog hercega Kolomana (1238.), a zatim Bele IV. (1244.) i morao priznati vrhovnu kraljevsku vlast. Naslijedio ga je rođak Prijezda I. iz dinastije Kotromanića.
U doba njegova banovanja herceg Koloman (1238.) i Bela IV. (1244.) poduzeli su vojni pohod na Bosnu. Kad je 1235. kralj Andrija II. predao Bosnu na upravu svojem sinu, hrvatskom hercegu Kolomanu, koji je postavio Prijezdu za bana, Ninoslav se sklonio na jug, a 1240. sklopio s Dubrovčanima »vječni mir«. Poslije Kolomanove smrti i mongolske navale vratio se u Bosnu i prisilio rođaka Prijezdu na odstupanje s banske časti. Bela IV. ipak ga je uspio prisiliti na priznavanje ugarskog vrhovništva i davanje crkvene desetine. Nakon što je Bela IV. poduzeo novi pohod na Bosnu, Ninoslav je bio prisiljen odstupiti te mu se od 1253. gubi svaki trag.

## Životopis

### Početak vladavine
Razdoblje od početka 12. stoljeća pa do dolaska na vlast bana Mateja Ninoslava 1232. godine u Bosni je obilježeno jačanjem i širenjem Crkve bosanske i njenog učenja, te naglim porastom moći i utjecaja lokalnog plemstva. Umjesto da se nakon čina odricanja 1203. godine hereza u Bosni smiri, kako su to u Rimu očekivali, došlo je do njenog širenja na Slavoniju. Dok su bosanski krstjani stupili u kontakt s patarenima na zapadu, jedna srednjovjekovna kronika bilježi da je 1233. godine antipapa albižana boravio u Bosni. Budući da Rim u Bosni nije uspio ojačati katoličku vjeru, u Bosnu 1233. godine iz Rima dolazi kardinal Jakob. On je u Bosni zatekao novog bana, Mateja Ninoslava, porijeklom iz heretičke porodice, kojega je privolio, vjerojatno uz pritisak Kaločke nadbiskupije da prihvati katoličanstvo. Zajedno s Ninoslavom na katoličanstvo je prešao i budući ban Prijezda I. Kotromanić. Prijezda je svog sina Stjepana predao dominikancima morao predati kao taoca, čime je jamčio da neće odstupiti od Rima. Budući da dubrovački nadbiskup nije poduzimao ništa protiv hereze u Bosni (Dubrovniku su bili važni gospodarski interesi u Bosni) kardinal Jakob za biskupa u Vrhbosni postavlja dominikanca Ivana Teutonca. Dominikanci su istovremeno preuzeli vršenje inkvizitorske dužnosti, koju im je povjerio papa Grgur IX., za zasluge u borbi protiv albižana u južnoj Francuskoj.

### Razvoj feudalizma
Razvoj feudalizma na području njegove vlasti je pojačan u prva tri desetljeća 13. stoljeća, istovremeno kada se feudalizam razvijao i u Srbiji, ostatku Hrvatske, Ugarskoj… Krupni velikaši nastoje da župe i oblasti, kojima su tada upravljali kao vladarevi službenici, pretvore u svoje posjede. Ban Matej Ninoslav je pisao papi Grguru IX. kako mu se vlastela ne pokorava po starom običaju, nego samostalno upravljaju povjerenim župama. Dok su njegovi prethodnici, žalio se ban, povjeravali župe onim kome su htjeli i oduzimali župe kada su htjeli.
Ovo pismo znači da je došlo do određenog sukoba između bana i plemstva. Nakon izvještaja da je ban Ninoslav ponovno prišao hereticima i da je njihov pokret zahvati i susjedne zemlje, naročito Slavoniju, papa je obnovio zahtjev da se pokrene križarski rat protiv Bosne. Papa je u aktu iz 1234. godine ustanovio da je naraslo mnoštvo nevjernika tako da je sva zemlja žalosna i neprohodna pustinja, zarasla u trnje i koprive. Križarska akcija se nije mogla sprovesti bez učešća vrhovne vlasti Hrvatsko-Ugarskog Kraljevstva.
Bosanskom biskupu Ivanu Teutoncu je naređeno da poziva u križarski rat protiv lokalnih i okolnih heretika. Križarska vojska je povjerena banu Kolomanu. Prema odluci hrvatsko-ugarskog kralja, s kojom se složio papa, Bosnu je trebalo vratiti pod vlast hercega Kolomana. Tako se ban Ninoslav bez razmišljanja suprotstavio Rimu i Kolomanu. Kada je optužen da je otpao od katoličanstva, ban je izjavio: iz nevolje primio pomoć heretika protiv svojih neprijatelja. Rat je počeo 1235. godine i trajao tri godine s prekidima. Kraljevskoj vojsci je pružen velik i jak otpor, pa je zbog teškoća ratovanja Ivan Teutonac napustio Bosnu. Herceg Koloman je uspio uz velike gubitke proći kroz Vrhbosnu i Hum. Rat je okonačan neuspjehom Hercega u slamanju pobune, pa je briga o krivovjerju u Bosni predana Kaločkoj nadbiskupiji. Nasljednik Ivana Teutonca, domaći bosanski dominikanac Ponsa je 1239. godine od hercega Kolomana dobio Đakovo.

### Vladavina
Nakon dobivenog rata, ban Ninoslav je u proljeće 1240. godine zaključio ugovor s Dubrovnikom o trgovini. Tim je povodom veliki ban bosanski izdao povelju Dubrovniku zajedno sa svojim plemstvom: vojvodom Jurišom, tepčijom Radonjom i njegovim bratom Simeonom, peharnikom Mironom i sa Zabarem, Pradašem, Prijezdom, Sfironom, Slavkom Palčićem, Gredsilavom Trubiće obećao vječni mir Dubrovniku. Ban se obavezao da će štiti Dubrovnik ako zarati s nekom državom.
Hrvatsko-ugarsku državu je 1241. i 1242. godine pogodila mongolska najezda. Nije poznato iz kojih su razloga Mongoli zaobišli Bosnu. Ova mongolska provala je dodatno ojačala pobunjenu istočnu granicu u Bosni u odnosu na središnju vlast u Hrvatskoj. Ban se osjećao toliko moćnim da je prihvatio poziv Splita, koji je bio sukobljen s Belom IV., da pomogne Splićanima u ratu protiv Trogira. Zapis o tome ostavio je Toma Arhiđakon. On navodi da su Splićani pozvali bana Ninoslava, platili mu novcem iz gradske blagajne i izabrali ga za svog kneza. Ban Ninoslav je prihvatio poziv i sa svojom vojskom kaznio Trogirane, nakon čega je ban postao i splitski knez. Poslije bitke ban je otišao natrag u Bosnu dok je u Splitu ostavio jednog od sinova s jakom konjicom. Iz toga je jasno da Split bana Ninoslava nije gledao kao heretika, pošto im gradskim statutom iz 1242. godine bilo zabranjeno da primaju heretike. Kralj Bela IV. je poveo kazneni pohod protiv bana Ninoslava, te je ban Ninoslav bio prisiljen priznati Belu IV. Ban je morao priznati prava Đakovačke nadbiskupije u Bosni. Od 1246. godine zahtjevi iz Rima de se povede novi križarski rat nije uspio jer u to vrijeme nije bilo volje niti uvjeta. Na kraju bosanski biskup se ponovo vratio u Đakovo odakle se više nije vraćao u Bosnu.
Polovinom stoljeća (1248.) kaločki nadbiskup Benedikt spremao je križarsku vojnu protiv bana Ninoslava. Ninoslav je javio o tome papi i rekao mu da je to nepravda prema njemu jer je on pravi katolik. Nato je papa poslao svoje izaslanike – senjskog biskupa Filipa i franjevačkog provincijala iz Splita – da razvide kako stoje stvari s Ninoslavom. Što su oni rekli papi, ne zna se, ali je vjerojatno da su ga izvijestili povoljno za Ninoslava jer Benedikt i nije poveo vojne na Bosnu. Tako je tada nakratko došao prvi franjevac u Bosnu.
Ban Ninoslav se razbolio 1249. godine i već sljedeće godine uz ugarski pritisak ban Ninoslav je napustio dužnost bana u korist svog rođaka Prijezde I. Radi koketiranja s herezom, bana Mateja Ninoslava nije naslijedio nijedan sin, nego Prijezda I., kao uzoran katolik koji se uspio dobiti na bansku službu. Oko 1251. godine izbio je građanski rat između Stjepana, sina bana Ninoslava i Prijezde I. Rat je završen pobjedom Prijezde I. Nakon toga se dogodila podjela banovine, te je Usora (sa Solima) prebačena pod vlast mačvanskog bana dok je Vrhbosna s Donjim krajima ostala Kotromanićima. Ban Ninoslav je umro oko 1250. godine. Ban Matej Ninoslav je imao mnogo potomstva, ali je samo poznat Stjepan, dok od ostalih imena nisu sačuvana.

## Povelja Dubrovniku
U ime Oca i Sina i Svetago Duha amin!
Az rab Bozji Matej, a odmělom Ninoslav, ban bos'nski veliki, kle se knezu
Dubrov'čkomu Žan Dandolu i vsej op'ćine Dubrov'čkoj.
Takom s'm se kletv'ju klel, kakom se je ban Kulin klel:
Da hode Vlasi svobodno, ih dobit'k, tako kako su u bana Kulina hodili, bez vse habe i zlědi. A ja kud'je oblada, tud'je si hodite prostrano i zdravo, a ja prijati kako-re sam sebje, i nauk dati od vse zlědi.
A se pisah, imenom Desoe, gramatig bana Ninoslava, veliega bos'nskoga, tako věrno kako-re u prvih.
A se jeste: ako věruje Srbljin Vlaha, da se pri predě knezem; ako věruje Vlah Srbljina, da se pri predě banom, a inomu Vlahu da ne bude izma. Boze-re ti daj zdravie.

### Političko-ideološke konotacije
Istraživanje o etnodruštvenom razvoju srednjovjekovne Bosne suočava se s teškoćama već pri tumačenju narodnosnih izraza u bosanskim ćirilskim ispravama 13. stoljeća, naprimjer u trima ispravama bana Mateja Ninoslava. U njima ban Matej Ninoslav stanovnika Bosne naziva »Srblinom« i suprotstavlja ga »Vlahu«, tj. stanovniku Dubrovnika. To je nazivlje bilo uzrokom brojnim tumačenjima što su se gibala u rasponu od apsolutnog odbacivanja do potpuna prihvaćanja. Da bismo mogli objasniti tu zagonetku historiografije, nužno je pomnije razmotriti ćirilske isprave 12. i 13. stoljeća i njihovo narodnosno nazivlje.
Analiza tih isprava pokazuje, prije svega drugoga, da sporni izraz o narodnosnoj suprotnosti »Srblin« ↔ »Vlah« nije potekao iz srednjovjekovne Bosne, nego iz srednjovjekovne Srbije. U sačuvanoj građi ti se izrazi prvi put pojavljuju u ispravi raškog velikog župana Stefana Dubrovniku, napisanoj oko godine 1215. Tu ispravu danas poznajemo u prijepisu dubrovačkog notara Paskala, što je za objašnjenje naziva »Srblin« i »Vlah« veoma važno, još više činjenica da je isti notar pisao i dvije od tri spomenute isprave bana Mateja Ninoslava, iz 1240. i 1249. Prvu Ninoslavovu ispravu (prije 1235.) pisao je, doduše, »gramatik« Desoje, a ne notar Paskal, ali to ne mijenja zaključak da je narodnosna suprotnost »Srblin« ↔ »Vlah« u bosanske isprave dospjela iz raških isprava,i to posrednistvom dubrovačke kancelarije. Da nazivlje Ninoslavovih isprava nije odražavalo narodnosno ustrojstvo Bosne u prvoj polovini 13. stoljeća i da se ono u njoj nije upotrebljavalo, pokazuje činjenica da povelja Kulina bana Dubrovniku iz godine 1189. ne samo da ne poznaje naziv »Srblin«, a kao starija od Ninoslavovih isprava ona bi taj naziv morala poznavati da se on upotrebljavao u Bosni, nego ni Dubrovčanina ne naziva »Vlahom«. Naziv »Vlah« za Dubrovčanina u ispravama bana Mateja Ninoslava očigledno nije bio lokalnog porijekla, jednako ni naziv »Srblin« za stanovnike Bosne.
Sasvim je moguće da je u ono vrijeme, za Dubrovčane, sve stanovništvo unutrašnjeg Balkana bili Vlaji ili Vlasi, što se i do danas održalo, ne samo kod njih, nego i kod srednjojadranskih otočana i priobalnih Dalmatinaca za živalj u Dalmatinskoj zagori i unutrašnjosti.

## Vanjske povezice
- O povelji Bana Ninoslava  Arhivirana inačica izvorne stranice od 8. veljače 2005. (Wayback Machine)
- Popis najistaknutijih Bošnjaka

| Prethodnik:     | Bosanski ban 1232. – 1250. | Nasljednik:            |
| Stjepan Kulinić | Bosanski ban 1232. – 1250. | Prijezda I. Kotromanić |

| Prethodnik:      | Splitski knez 1242. – 1244. | Nasljednik: |
| Bernard iz Trsta | Splitski knez 1242. – 1244. | Hugrin      |